# Cocathédrale Notre-Dame-de-l'Annonciation de Bourg-en-Bresse
Cette  cathédrale n’est pas la seule cathédrale Notre-Dame-de-l'Annonciation.
La cocathédrale Notre-Dame-de-l'Annonciation de Bourg-en-Bresse, longtemps seule église paroissiale des Burgiens après la suppression de la paroisse Saint-Pierre, fut de 1515 à 1534 le siège de l'éphémère diocèse de Bourg. Elle est classée au titre des monuments historiques le 21 décembre 1914. Elle a été érigée en cocathédrale du diocèse de Belley-Ars en 1992 (une cocathédrale est un édifice religieux élevé au rang de cathédrale alors qu'il en existe une autre dans le diocèse ; pour ce diocèse, il s'agit de la cathédrale Saint-Jean-Baptiste de Belley).
Des travaux de rénovation de la toiture, de l'étanchéité, des vitraux, de l'horloge et de la croix en or sont en cours depuis 2024.

## Historique

### Genèse du culte marial et fondation paroissiale
Une légende lie l'existence d'un sanctuaire marial à Bourg à la découverte par un pâtre d'une image de la Vierge Marie dans un saule, à proximité de la porte d'Espagne. Portée à la paroisse Saint-Pierre de Brou, celle-ci aurait regagné le lieu de son invention. Un oratoire aurait alors été prestement construit, une statue de la Vierge noire étant par ailleurs taillée dans le bois de l'arbre abattu pour cause de caducité.

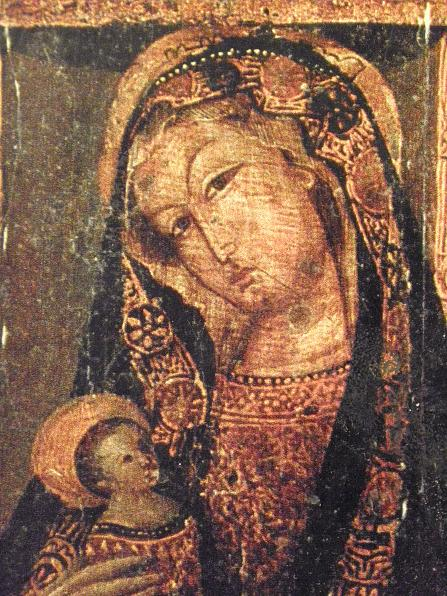
Image miraculeuse de la Vierge à l'Enfant.
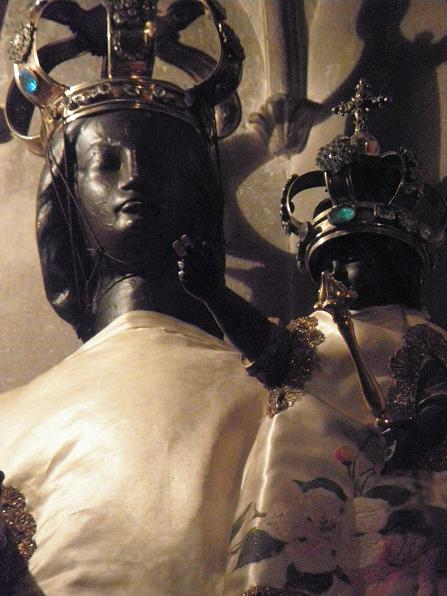
Vierge noire de Bourg-en-Bresse.

L'existence d'une chapelle desservie par des prêtres burgiens est dûment attestée en 1258 à l'occasion d'un legs en faveur de sa fabrique. De même, le comte Aymon de Savoie, gratifia le sanctuaire d'une riche fondation en 1343. La notoriété de la chapelle s'accrut dès lors au point que les habitants de Bourg délaissèrent progressivement l'antique paroisse de Brou, fort éloignée de l'agglomération qui commençait à se presser autour du château des sires de Bâgé.
Jean de Loriol, évêque de Nice d'origine bressane, présida par la suite aux destinées du sanctuaire marial, obtenant de Jules II l'union du prieuré de Brou vacant et de la paroisse Saint-Pierre de Brou à la mense de l'église Notre-Dame dont il avait entrepris la construction en 1505, une bulle étant fulminée à cette occasion le 10 mars 1505. Nonobstant, il revient à Marguerite d'Autriche (1480-1530) d'avoir infléchi le transfert de la paroisse de Saint-Pierre de Brou à l'église Notre-Dame de Bourg. Veuve de Philibert de Savoie en 1504, celle-ci entendait accomplir le vœu de sa belle-mère, Marguerite de Bourbon (1438-1483), à savoir la fondation d'un monastère à Brou qui accueille sa dépouille, et conséquemment celle de son fils et de son épouse. Les intérêts convergents des Burgiens et de la fille de Maximilien d'Autriche n'eurent aucun mal à convaincre le pontife qui entérina l'affaire dans une seconde bulle du 16 juillet 1506.

### L'éphémère cathédrale de Bourg

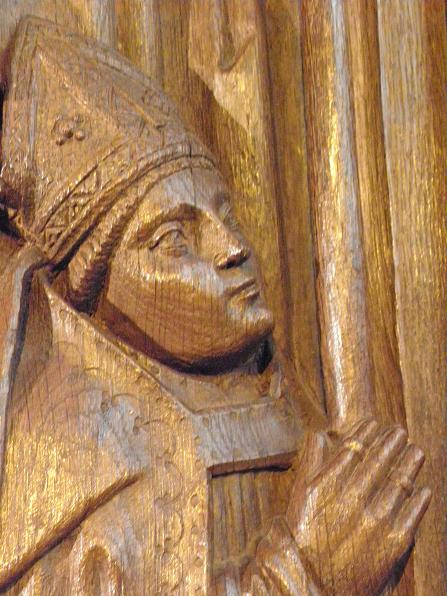
Cardinal Louis II de Gorrevod (Stalles de N.-D. de Bourg).

Ce prélat, par ailleurs abbé commendataire d'Ambronay dont dépendait le prieuré et la paroisse de Brou, avait déjà précédemment autorisé le transfert du siège paroissial de Brou à Bourg. Il devint évêque de surcroit du nouveau diocèse de Bourg dont la fondation, le 1er juin 1515, répondait à la volonté de la maison de Savoie de soustraire ses territoires situés à l'est de la Saône à l'emprise de Lyon, ville alors française, dont l'archevêque était l'ordinaire de la Bresse.
C'était sans compter sur l'influence du roi de France, François Ier, qui obtint de Léon X la suppression du nouveau siège de Bourg dès le 1er septembre 1516. Pour autant, il fut rétabli le 13 novembre 1521 avant que Paul III ne le supprime définitivement le 4 janvier 1534, la mort de Marguerite d'Autriche en 1530 ayant privé les Burgiens d'un soutien notable auprès de la papauté.
Par delà ces aléas politiques, Notre-Dame conserva son chapitre de chanoines, devenant par là-même collégiale de Bourg.

### De la collégiale à l'église paroissiale puis cocathédrale
La Révolution, dispersant le chapitre canonial, met fin à un siècle de quiétude. Sur ordre d'Albitte, représentant du peuple en mission dans l'Ain, le dernier étage et le dôme du clocher disparaissent. Une fois le culte restauré, la collégiale conserve uniquement le statut de paroisse et le clocher n'est restauré qu'en 1911-1914, par Tony Ferret, dans un style sensiblement différent.
Quant au statut, l'église paroissiale Notre-Dame de Bourg-en-Bresse n'est érigée en cocathédrale du diocèse de Belley-Ars que le 3 mai 1992, par décret de la congrégation pour les évêques à Rome en date du 20 août 1990. Une cocathédrale est un édifice religieux élevé au rang de cathédrale alors qu'il en existe une autre dans le diocèse ; pour ce diocèse, il s'agit de la cathédrale Saint-Jean-Baptiste de Belley.

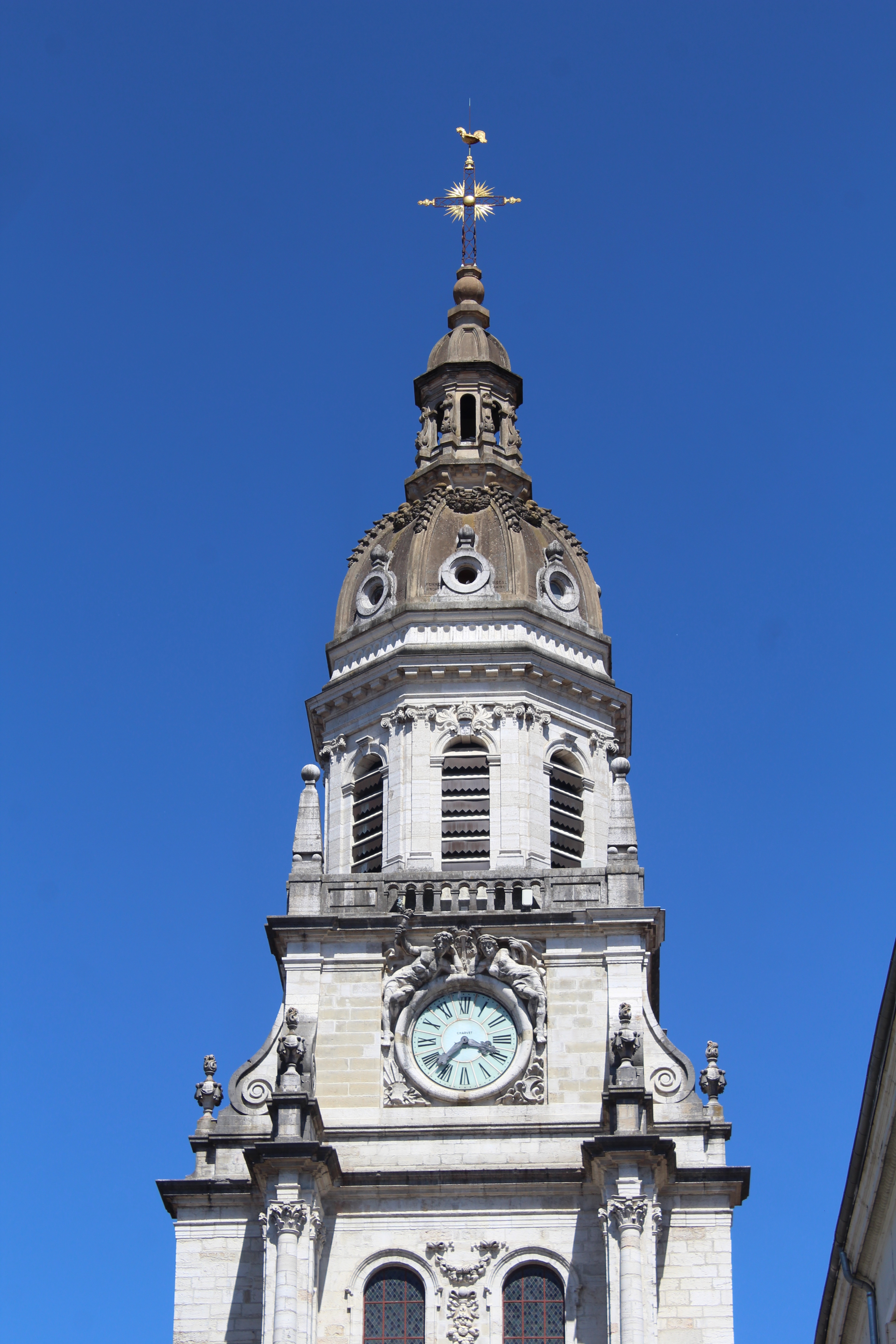
Tour clocher de l'édifice.

## Architecture

### Extérieur
Le chevet, pentagonal, présente trois baies aux remplages flamboyants qui occupent l'intégralité des surfaces ménagées entre les puissants contreforts d'angle, les réseaux des parois extérieures étant quant à eux aveugles. Par son décor flamboyant et l'élan ascensionnel visiblement recherché, ce chevet contraste avec le corps de l'édifice, beaucoup plus sobre.
La façade occidentale procède de la même volonté de singularisation : la recherche de verticalité se conjugue ici avec les styles Renaissance et classique. Le clocher de 70 m de hauteur structure la composition, équilibrée bien qu'asymétrique. Trois portails plein-cintre donnent accès à l'édifice, déployant une ornementation Renaissance reprise par la conque trouvant place au premier étage de la tour et se trouve logée une copie d'une Vierge sculptée par Antoine Coysevox. Les deux étages suivants datent du XVIIe siècle et poursuivent la hiérarchisation traditionnelle des ordres architecturaux (toscan, dorique, ionique puis corinthien). Un quatrième étage, toujours de plan carré accueille l'horloge. Il date de la restauration effectuée par Tony Ferret, tout comme le dernier niveau, de plan octogonal, que coiffe une coupole à lanternon, et occupé par un carillon de 24 cloches.

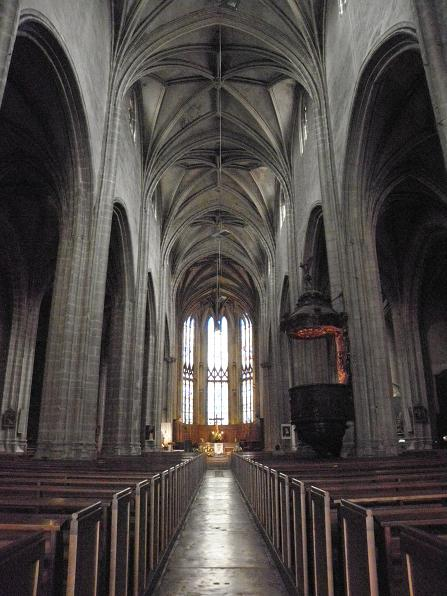
La nef centrale en direction du chœur.

### Intérieur
L'ornementation ordonne par ailleurs une perception cohérente et hiérarchisée de l'édifice, opposant très nettement espace paroissial et zone réservée à l'usage exclusif des clercs. Autant le chœur est élancé, aérien, déployant de grandes baies vitrées aux meneaux serrés, lesquelles occupent presque toutes les parois, une clef de voûte pendante gigantesque agrémentant également la travée pentagonale de l'abside, autant la nef présente de petites fenêtres hautes ménageant, outre un éclairage diffus, un espace intermédiaire avec les arcades qui ne récuse pas une certaine muralité. Ainsi, ornementation et éclairage différenciés concourent-ils à définir des espaces sociaux et culturels privilégiés.

### Les vitraux

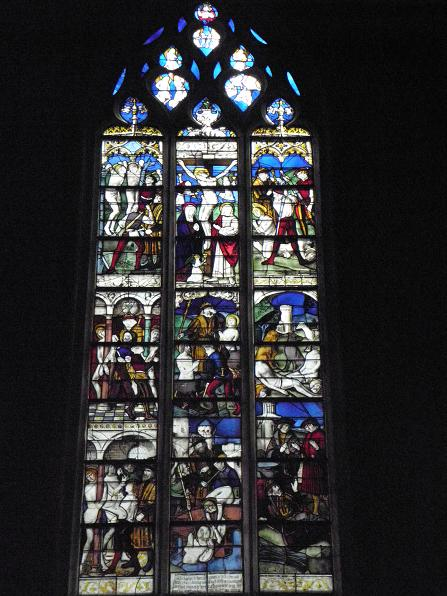
Vitrail des saints Crépin et Crépinien.

Des vitraux d'origine de la collégiale Notre-Dame de Bourg au XVe et début XVIe siècle, ne subsiste que celui des saints Crépin et Crépinien, patrons des tanneurs et cordonniers, confrérie importante à Bourg à cette époque. Il est daté de 1526.

#### Les vitraux du chœur
À la construction de l'église au début du XVe, les trois grandes baies de l'abside étaient décorées d'un ensemble de 17 verrières représentant des épisodes de la vie de la Vierge et du Christ, réalisées juste après l'achèvement du chœur en 1507 et avant la première messe épiscopale dite par l'évêque Louis de Gorrevod en 1515. Très malmenés lors de la destruction du clocher en 1791, les panneaux les mieux conservés sont entourés vers 1850 d'arcatures et de grisailles décoratives dans les parties supérieures des baies.
En 1870, « après mûres réflexions et sur l’avis motivé des hommes les plus autorisés en pareil domaine », la fabrique (qui avait la charge de l’entretien de l’église), avait choisi de confier ce projet à un maître-verrier parisien : Eugène Oudinot. À l’époque, ce dernier était disputé par toutes les grandes cathédrales de France et d’Europe. Il était même à l’origine de travaux pour les appartements privés du pape Pie IX. Il avait été conseillé à la ville de Bourg-en-Bresse par Eugène Viollet-le-Duc, grand restaurateur du XIXe, à l’origine de la flèche de la cathédrale Notre-Dame de Paris.

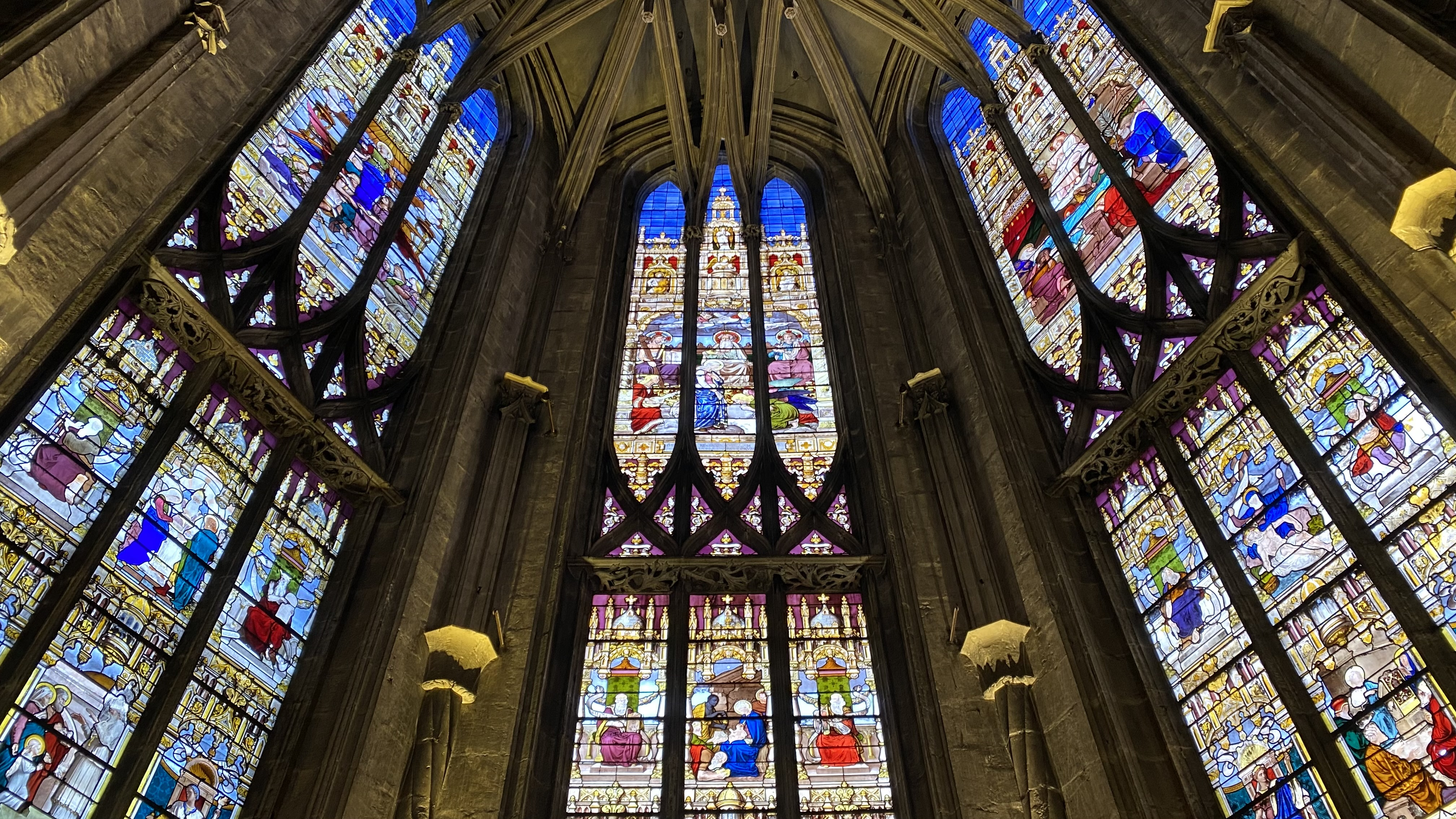
Vitraux du chœur de Notre-Dame-de-l'Annonciation de Bourg-en-Bresse vus depuis le chœur.

Si la fabrication des vitraux du chœur a été réalisée par Oudinot, les illustrations et les scènes représentées sont l’œuvre d’Edmond Lechevallier-Chevignard. Les trois nouvelles verrières ont été livrées et dévoilées au public le dimanche 1er février 1874.
À l'époque, la mission est rendue particulièrement délicate par les dimensions des baies (14 mètres de hauteur et 2,5 mètres de largeur), qui implique de couvrir et de mettre en couleurs près de 30 m2 de surface pour chacune des verrières. Elles mêlent les différentes techniques du travail du verre : verre coloré dans la masse (méthode ancestrale), verre émaillé et verre peint (technique du XIXe). Les affres du temps mais aussi un probable manque de cuisson sont à l’origine de la disparition d’une partie des décors, notamment toutes les grisailles et les éléments de détails qui rendent les visages vierges de toute expression.
Chacune des trois baies est organisée de la même façon : une section supérieure illustrant une scène de la vie de la Vierge et une section inférieure occupée par 9 médaillons dans lesquels prennent place des sibylles, des figures de la Bible (Salomon, David, Isaïe, Daniel, etc.) et des scènes de la vie de la Vierge.
Il est fréquemment supposé qu’Eugène Oudinot a illustré trois des mystères de la prière du Rosaire :
- les mystères joyeux à travers l’Assomption de la Vierge (verrière de gauche) ;
- les mystères glorieux avec le couronnement de la Vierge (au centre) ;
- les mystères douloureux représenté par la Dormition, c’est-à-dire la mort de la Vierge (verrière de droite).

Pour autant, les historiens ne sont pas d'accord sur ce point car l'Assomption ne compte pas parmi les mystères joyeux, pas plus que la Dormition ne fait partie des mystères douloureux. Ainsi à Bourg-en-Bresse, seuls les mystères glorieux seraient illustrés à travers l'Assomption et le couronnement de la Vierge.
Lors de l’Exposition universelle de Paris de 1878, Eugène Oudinot se voit remettre une médaille d’or pour un vitrail traitant de la Dormition de la Vierge. Le vitrail de Notre-Dame de Bourg-en-Bresse est visiblement le seul qu’il ait peint sur ce thème. C’est donc très certainement pour la partie supérieure de la grande verrière de droite qu’Oudinot a reçu cette récompense. 
Toujours sur ce vitrail, on note la présence d’un carreau de verre bleu qui dénote au beau milieu d’éléments de décors de couleurs totalement différentes. Cette pièce de verre porte les initiales « AEO ». Tout laisse à croire que ce vitrail a été cosigné par Achille Oudinot (le frère d’Eugène). En revanche, il n’est à ce jour pas possible de savoir si cette étrangeté est d’origine ou si elle a été ajoutée lors du remontage de ladite verrière, après l’Exposition universelle de 1878.

#### Les anciens vitraux du chœur
Ressertis de plomb et remisés dans des caisses, la majeure partie des vitraux d'origine déposés en 1870, avait été stockée dans les combles du presbytère. Le curé de l'époque en offre quelques éléments à des amateurs éclairés. Une partie rejoint les réserves du musée du monastère royal de Brou et l'autre partie est déposée aux archives départementales de Bourg-en-Bresse. En 1994, la totalité est réunie dans les réserves des archives départementales. Certains fragments à personnages sont en possession du docteur André Convert actuel (en 2013) dans sa propriété à Ceyzeriat. Convert indique qu'ils sont entrés dans sa famille par l'intermédiaire de son oncle Dallemagne.
Les fragments stockés aux archives départementales ont tous été raboutés en décembre 2012 sous la supervision du maître verrier Jean-Jacques Fanjat. Malgré leur fragmentation, on peut reconnaître les scènes suivantes :
- la Présentation de la Vierge au Temple (partie supérieure et partie inférieure[P 4]) ;
- la Circoncision - (partie inférieure)[P 5] ;
- la Trahison de Judas[P 6] ;
- l' Annonce aux bergers (partie supérieure) ;
- la Mort de la Vierge[P 7] ;
- sans nom ;
- le départ des Mages pour Bethléem : le roi noir Balthazar montre l'étoile du doigt à Gaspard et au vieux Melchior placé au centre ;
- la Nativité[P 8] ;
- l' Assomption[P 3] ;
- la Présentation de Jésus au Temple (partie supérieure et partie inférieure). Ce vitrail contient peu de pièces anciennes. Pour la partie haute, les visages sont authentiques ; les pièces bleues et pourpres remplacées au XIXe siècle sont en verre de brouillis[P 9] ;
- l' Annonciation (partie supérieure)[P 10] ;
- les Noces de Cana (partie supérieure et partie inférieure[P 11]) ;
- le Jésus chez les docteurs de la loi (partie inférieure et partie supérieure. Panneau très lacunaire (la silhouette de Jésus esquissée au centre), éléments cassés recollés dans les visages, peu de pièces anciennes sauf trois têtes authentiques - celle du personnage de gauche est moderne. Les pièces remplacées au XIXe siècle sont des verres de brouillis. Remise en plomb et collages par Jean-Jacques Fanjat en 1987[P 12]) ;
- l' Entrée du Christ à Jérusalem[P 13]
- la Visitation[P 14]
- trois personnages (compagnes de la Vierge dans le Temple ?) (partie supérieure)[P 15] ;
- l'élément haut d'un panneau à motifs décoratifs[P 16]
- une scène non identifiée, panneau no 13, irrécupérable ; les éléments sont tous du XIXe siècle, avec des cassures collées en bas à gauche et remise en plomb par Jean-Jacques Fanjat en 1987[P 17],
- une scène non identifiée, panneau no 14, irrécupérable ; les éléments sont tous du XIXe siècle, avec des cassures collées en bas à gauche et remise en plomb par Jean-Jacques Fanjat en 1987[P 18]
- des fragments de 4 visages, tour castrale, mur.

#### Les autres vitraux actuels
Parmi les nombreux vitraux que compte la cocathédrale, on trouve :
- trois vitraux tirés d'un dessin de Jacques Le Chevallier, commande de l'État, ornant côté nord les chapelles des fonts baptismaux, de saint Vincent de Paul et de Notre-Dame de Lourdes ;
- trois vitraux de la main d'André Auclair, également commande de l'État, situés dans les chapelles méridionales. Ils ont pour sujets la vie de Jeanne d'Arc, les martyrs lyonnais de 177, la commémoration de la guerre 14-18 ;
- une dernière verrière néo-Renaissance datant 1872 d'Eugène Stanislas surplombant la chapelle des Âmes du purgatoire[P 19].

Vers 1881-1884, le peintre verrier Émile Hirsch fit des travaux de restauration sur certaines verrières à la demande de l'architecte Charles Laisné.
| |
| Ce vitrail rappelle les épisodes de la vie de Jeanne-d'Arc ; vitrail de la chapelle Sainte-Jeanne d'Arc par Auclair XXe |

| |
| Ce vitrail rappelle les martyrs de Lyon : Pothin et Blandine ; vitrail de la chapelle Sainte-Blandine par Auclair XXe |

| |
| Ce vitrail représente le Sacré Cœur entouré de Sainte Gertrude et de Sainte Marguerite-Marie ; vitrail de la chapelle du Saint-Sacrement (1861) |

### Les cloches

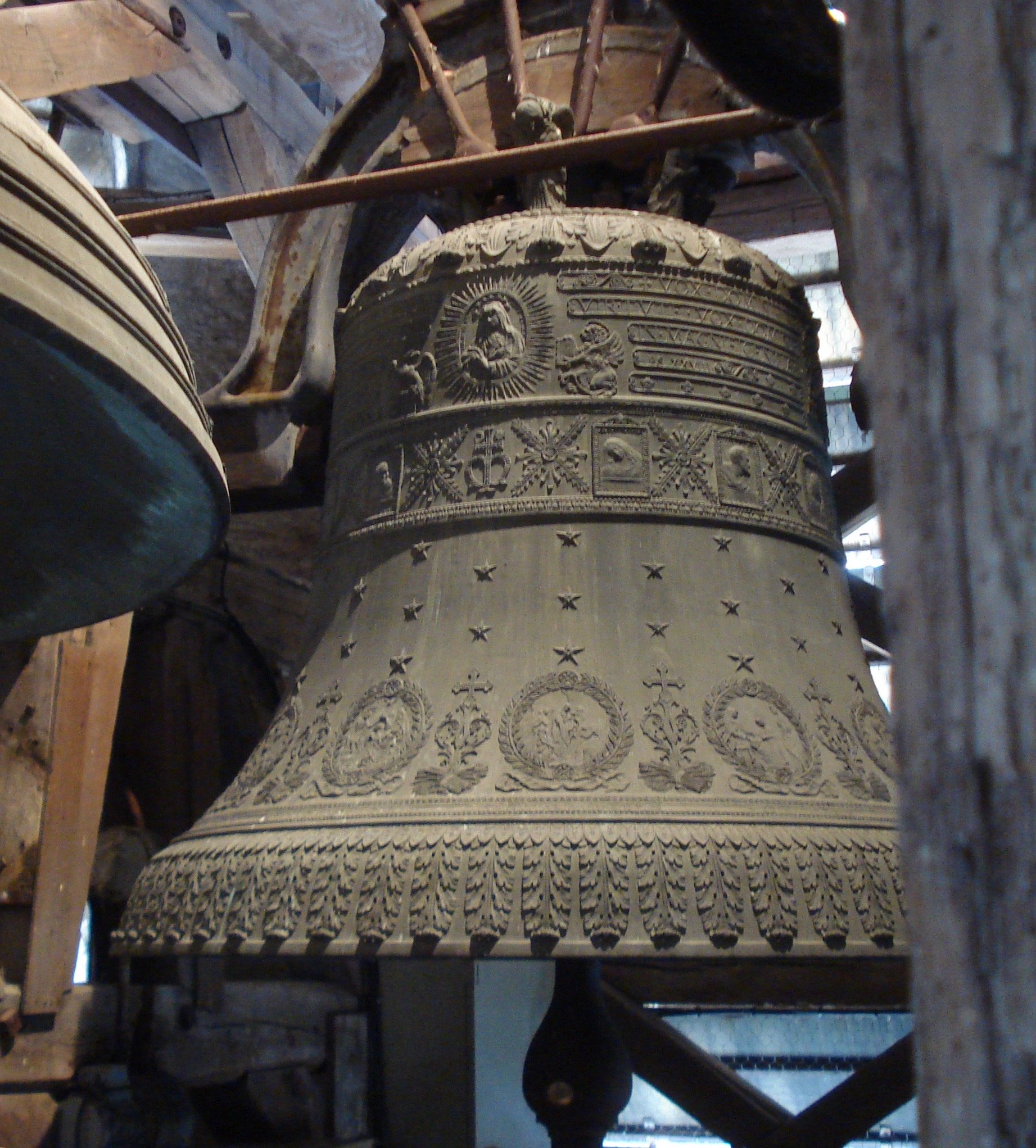
Vue du bourdon Marie-Charlotte de Notre-Dame-de-l'Annonciation de Bourg-en-Bresse depuis le clocher.

#### Histoire du clocher
Bien avant la construction de la collégiale et actuelle cocathédrale se trouvait, dès le XIIIe siècle et sur le même emplacement, une chapelle dédiée à Sainte-Marie de Bourg. 
En 1505, la construction du chœur de l’actuelle cocathédrale ébranle l’ancien édifice et les cloches menacent ruine.
En 1534, il est décidé de construire un nouveau clocher au-dessus du portail d’entrée de l’actuelle église, en remplacement des 2 anciens clochers que comptait la chapelle Sainte-Marie de Bourg. Cependant, en 1536, l’invasion française menace de destruction l’église dans le but d'édifier un bastion en lieu et place de l'édifice en construction. On paie alors pour sauver l’église mais par manque d’argent, les travaux cessent en 1550 au niveau de la base des gros piliers actuels.
En 1562, faute de beffroi, la plus grosse cloche est entreposée au pied du clocher en construction ; les chanoines refusant de payer pour la construction dudit clocher, il est décidé, en 1566, d’installer temporairement la cloche dans la tour des halles (aujourd'hui disparue) où, en 1601, un boulet provenant la citadelle vient fracasser la cloche. 
En 1660, les travaux d'édification du clocher reprennent et deux étages sont achevés ; après moult péripéties, l’entrepreneur Bernard Lacroix élève un 3e étage et il faut attendre encore 3 ans pour que les cloches, entreposées dans l’église, soient hissées dans le clocher qui ne sera achevé qu’en 1694. 
Par le décret du 27 janvier 1794, Antoine-Louis Albitte ordonne de descendre les 3 cloches (qui partiront pour Pont-de-Vaux afin d’être fondues et transformées en canons) et de détruire le clocher, comme près de 800 autres clochers dans l’Ain.
Le 31 octobre 1794 (10 brumaire de l'an III), le représentant Boisset ordonne la réparation du clocher. On remonte alors un dôme provisoire. Trois cloches récupérées dans la cour de l’hôtel du département sont données à la ville pour y être installées. En 1796, ces cloches (aujourd'hui disparues) sont remontées et l’horloge est remise en route. Il n'existe pas de trace de l’origine et du devenir de ces cloches.
En 1854, l’abbé Claude Roux fait don à Notre-Dame d’une cloche du fondeur lyonnais Gédéon Morel, un bourdon de près de 4 tonnes portant le nom de Marie-Charlotte. De généreux donateurs offrent six autres cloches fondues par Gédéon Morel en 1854 et baptisées le 25 mai 1855 lors d’une cérémonie grandiose présidée par Mgr Chalendon. Ces sept cloches viennent s'ajouter aux deux cloches déjà présentes dans le beffroi : une cloche (Joseph) fondue à Bourg en 1824 par Jérôme Bernard et une cloche (Antoinette-Sabine) fondue en 1844 par Gédéon Morel.
En 1846, Alfred Bon lègue 20 000 francs pour reconstruire le clocher et, après le décès de son héritière, Amédée d’Escrivieux fait un legs de 2 000 francs en 1868, lui aussi dans le but de rebâtir la tour de la collégiale.
Ces 2 legs seront placés sur un compte jusqu’à ce que les intérêts viennent à
concurrence du coût des travaux pour la reconstruction du clocher.
En 1907, le conseil municipal estime que la somme est désormais suffisante et le projet est confié à l’architecte Tony Ferret pour un budget de près de 260 000 francs mais une question se pose : quelle forme donner à ce nouveau clocher faute de gravure ou de photographie du clocher tel qu’il se présentait 200 ans auparavant ?
En 1908, le devis est approuvé pour un total de 217 762 francs et le chantier est attribué à un certain Duchez de Lyon. Les neuf cloches sont alors descendues et les trois plus grosses sont confiées à la maison Paccard d’Annecy. Elles quittent Bourg le mercredi 15 juin 1910, jour de marché, par voie ferroviaire après avoir traversé Bourg sur un camion trainé par 3 chevaux. Les 6 autres cloches sont entreposées dans le jardin de la cure, en attendant le retour de leurs grandes sœurs.
Le 2 décembre 1910, les 3 cloches sont de retour à Bourg. L’ascension du bourdon qui ne devait pas prendre plus de 6 minutes à l’aide d’une grue électrique s’avéra finalement des plus périlleuses. C’est par groupes de cinq hommes et par le biais d’efforts considérables que l’ascension pu se poursuivre à la seule force des bras, pendant près de quinze minutes. Les 6 autres cloches furent remontées sans autre incident et toutes les cloches sonnèrent de nouveau à la volée le dimanche 4 décembre 1910. 
Lors de la reconstruction du clocher, il fut également décidé d'ajouter 14 nouvelles cloches fondues par la maison Paccard d'Annecy reliées à une machine à carillonner.
La machine à carillonner compte 60 rangées de 243 emplacements (soit 14 580 tintements potentiels) ; elle est confiée à la maison Paccard qui sous traite au facteur hollandais Eijbouts. Le cylindre de cette machine à carillonner est actuellement le plus important de la région Rhône-Alpes et le seul encore en fonctionnement.
Outre l’énorme cylindre qui permet de faire jouer automatiquement des mélodies à divers moments de la journée (aux 3 Angélus notamment), le carillon de Notre-Dame possède également un clavier à grosses touches de piano sur 1 octave et demi, ce qui permet de jouer quelques mélodies.
La réception définitive de l’ensemble (cloches + mécanisme) a lieu le 23 août 1913 et le décompte général des travaux du 27 septembre 1913 fait état d’un montant total de 23 887 Francs.
Sur les 23 cloches que compte le beffroi, seules 6 sont actuellement électrifiées pour une sonnerie à la volée ; les 17 autres cloches sont raccordées au carillon par un système de marteaux mécaniques ou de palpeurs.
Le bourdon, Marie-Charlotte, avec ses 3 953 kg de bronze est très probablement la cloche la plus caractéristique de cet ensemble campanaire. Elle est très semblable à deux autres cloches fondues par Gédéon Morel : le bourdon Marie-Joséphine de la basilique Notre-Dame-de-la-Garde à Marseille et le bourdon de l'église Saint-Paul de Lyon.
Les cadrans de l’horloge ont été confiés à la maison Charvet de Lyon. Le sculpteur Alphonse Muscat réalise les 2 génies qui décorent l’horloge principale de part et d’autre du cadran ; ces 2 génies de près de 4 mètres de hauteur sont des allégories du jour et de la nuit ou encore de l’heure de la naissance et l’heure de la mort ; une lune et un soleil radié sont sculptés dans la partie basse, respectivement à droite et à gauche du cadran.

#### Détails des cloches actuelles
La cocathédrale compte actuellement 23 cloches ; seules les 6 plus grosses peuvent sonner à la volée. Les cloches 7, 8 et 9 ont sonné à la volée jusqu’au début des travaux de réfection du clocher en 1910 à la suite de quoi, si elles n’ont pas disparu, elles ont été raccordées au carillon manuel et à la machine à carillonner. Sans que l’on sache réellement pour quelle raison (technique, économique ou musicale) ces cloches ont été figées et il n’est désormais plus possible de les faire sonner à la volée.
| Numéro       | Nom               | Année              | Fondeur            | Masse (en kg)      | Note               | Inscriptions | Illustration |                    |
| ------------ | ----------------- | ------------------ | ------------------ | ------------------ | ------------------ | --- | --- | ------------------ |
| 1            | Marie-Charlotte   | 1854               | Gédéon Morel       | 3 953              | sol 2              | Vox Domini in virtute, vox Domini in magnificentiaTrad. : La voix du Seigneur se fait entendre avec force, la voix du Seigneur est éclatante (Psaume 29) Parrain : M. Charles Bernard Marraine : Dame Marie, comtesse de Murard Yvours, née de Gerland | |                    |
| 2            | Antoinette-Sabine | 1844               | Gédéon Morel       | 1 590              | do 3               | Magnificat anima mea Dominum, vox Domini in magnificentia Trad. Mon âme exalte le Seigneur,la voix du Seigneur est éclatante Mgr Ar Devie étant évêque de Belley Curé : M. Huet Parrain : Marie-Antoine Morellet, maire de Bourg Marraine : Mme Élisabeth Sabine Bernard, née Puvis MDCCCXLIV | Face avant avec blason et inscription de la cloche Antoinette-Sabine de Notre-Dame-de-l'Annonciation de Bourg-en-Bresse                   |                    |
| 3            | Joseph            | 1824               | Jérôme Bernard     | 1 397              | ré 3               | Sub Sancti Joseph tutela Sum Josephi nomen mihi dedere joannes baptista rognat prefectus ejusque uxor clara antonia josepha boussat die festo d.n.Mariae labis nesciae quo die Alexander Raimundus Devie episcopus Bellicensis nomine dei omnipotentis exorato aqua lustrali et sacro chrismate expiavit anno 1824 Petro Chapuis Curione Jacobo Durand magistro urbisTrad. Sous la protection de Saint-Joseph Je m'appelle Joseph (...) Le jour de la Sainte-Marie, je ne sais quel jour c'était Alexandre-Raymond Devie, évêque de Belley m'a expié en 1824 avec l'eau du Seigneur tout-puissant et le Saint Chrème Jean-Jacques Durand de Chiloup, maire de la ville | |                    |
| 4            | Huguette          | 1854               | Gédéon Morel       | 790                | fa 3               | Laudate Dominum in cymbalis bene sonantibus - Ps 150 Je m’appelle Huguette Parrain : M. Prosper Rodet, juge de paix Marraine : Mme Huguette Nelly Puvis, née Ricard | |                    |
| 5            | Antoinette        | 1854               | Gédéon Morel       | 660                | fa 3               | vespere et mane et meridis narrabo et annunciabo et exaudiet vocem meam - Ps 54 Je m’appelle Antoinette Parrain : M. Etienne Henri Royer de la Bastie Marraine : Mme Antoinette Chevrier de Corcelles, née de Migieux | Cinquième cloche du clocher, fondue en 1854 par Gédéon Morel. 660 kg. Elle sonne en fa#3.                                                 |                    |
| 6            | Céline            | 1854               | Gédéon Morel       | 478                | sol 3              | Cantate dominum canticum novum - Ps 95 Je m'appelle Céline Parrain : M. Charles Martin, architecte départemental Marraine : Mme Catherine Céline Hugon, née Michel | Sixième cloche du clocher, fondue en 1854 par Gédéon Morel. 478kg. Elle sonne en sol#3.                                                   |                    |
| 7            |                   | 1854               | Gédéon Morel       | 300                | la 3               | | 7e, 8e et 9e cloches de l'église. Fondue en 1854 par Gédéon Morel. Respectivement 300, 210 et 170 kg. Elles sonnent en la#3, do4 et do#4. |                    |
| 8            |                   | 1854               | Gédéon Morel       | 210                | do 4               | | 7e, 8e et 9e cloches de l'église. Fondue en 1854 par Gédéon Morel. Respectivement 300, 210 et 170 kg. Elles sonnent en la#3, do4 et do#4. |                    |
| 9            |                   | 1854               | Gédéon Morel       | 170                | do 4               | | 7e, 8e et 9e cloches de l'église. Fondue en 1854 par Gédéon Morel. Respectivement 300, 210 et 170 kg. Elles sonnent en la#3, do4 et do#4. |                    |
| 10           |                   | 1911               | Paccard            | 173                | ré 4               | | |                    |
| 11           |                   | 1911               | Paccard            | 146                | ré 4               | | |                    |
| 12           |                   | 1911               | Paccard            | 119                | mi 4               | | |                    |
| 13           |                   | 1911               | Paccard            | 99                 | fa 4               | | |                    |
| 14           |                   | 1911               | Paccard            | 83                 | fa 4               | | |                    |
| 15           |                   | 1911               | Paccard            | 71                 | sol 4              | | |                    |
| 16           |                   | 1911               | Paccard            | 58                 | sol 4              | | |                    |
| 17           |                   | 1911               | Paccard            | 50                 | la 4               | | |                    |
| 18           |                   | 1911               | Paccard            | 42                 | la 4               | | |                    |
| 19           |                   | 1911               | Paccard            | 34                 | si 4               | | |                    |
| 20           |                   | 1911               | Paccard            | 29                 | do 5               | | |                    |
| 21           |                   | 1911               | Paccard            | 25                 | do 5               | | |                    |
| 22           |                   | 1911               | Paccard            | 21                 | ré 5               | | |                    |
| 23           |                   | 1911               | Paccard            | 19                 | ré 5               | | |                    |
| Masse totale | Masse totale      | 10 517 kilogrammes | 10 517 kilogrammes | 10 517 kilogrammes | 10 517 kilogrammes | 10 517 kilogrammes | 10 517 kilogrammes | 10 517 kilogrammes |

## Mobilier

### Les stalles

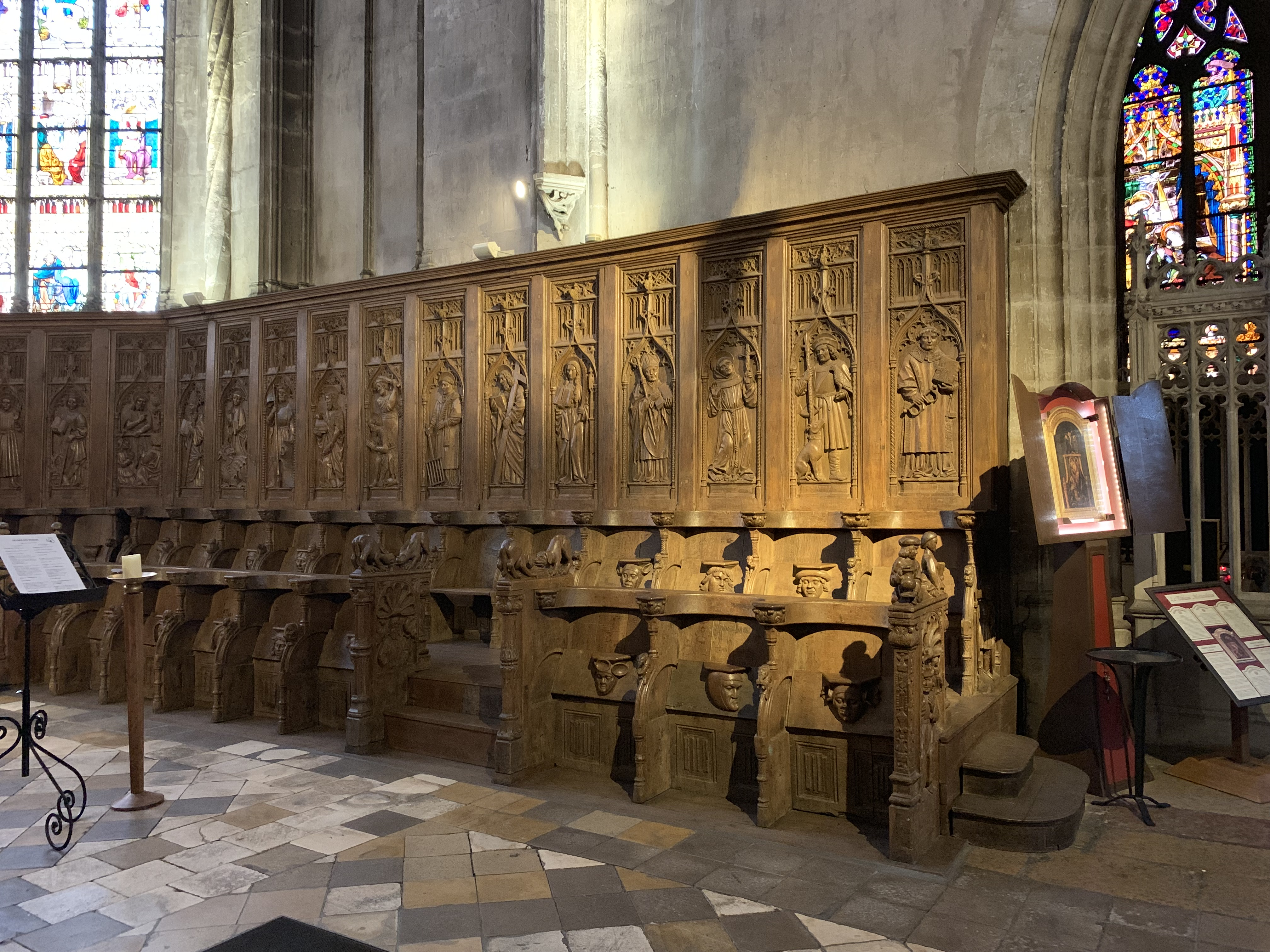
Une partie des stalles.

Les stalles de Notre-Dame de Bourg occupent, depuis 1768, la partie orientale de la dernière travée de la collégiale ainsi que l'abside. Auparavant, situées dans l'avant-dernière travée, elles formaient le chœur canonial avec un jubé qui a disparu. Abîmées au cours de la Révolution, elles furent restaurées en 1840.
De part et d'autre du chœur, on compte neuf stalles basses et 17 stalles hautes. Sculptées dans le bois de chêne vers 1530, elles sont attribuées au genevois Pierre Mochet, auteur également de celles de la cathédrale de Saint-Jean-de-Maurienne. Offertes par Marguerite d'Autriche, Louis de Gorrevod, le Conseil de Ville et divers notables locaux, elles mêlent harmonieusement style gothique flamboyant et ornementation renaissance, scènes religieuses et chroniques de la vie quotidienne bressane.
Si les miséricordes présentent des têtes de bouffons ou autres acteurs de la société médiévale finissante, les jouées sont ornées de personnages de l'Ancien Testament et sommées de scènes triviales bressanes, de chiens, de lions et autres animaux fantastiques. Des gnomes et monstres du bestiaire médiéval figurent aux appuis-mains des parcloses tandis que sur chaque dorsal des stalles hautes est représenté un saint en liaison avec la maison de Savoie, les généreux donateurs, les dévotions spéciales de l'époque.

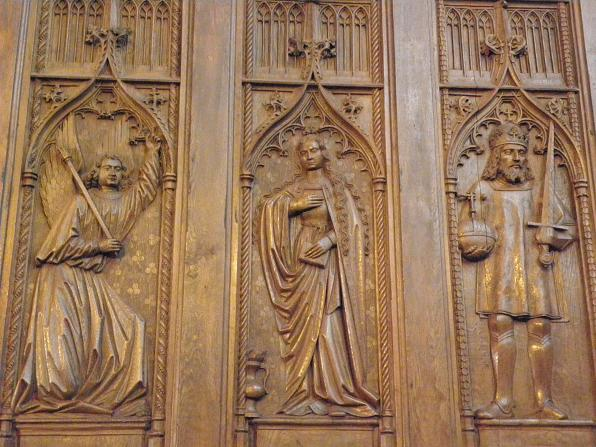
Gabriel, la Vierge et Charlemagne.
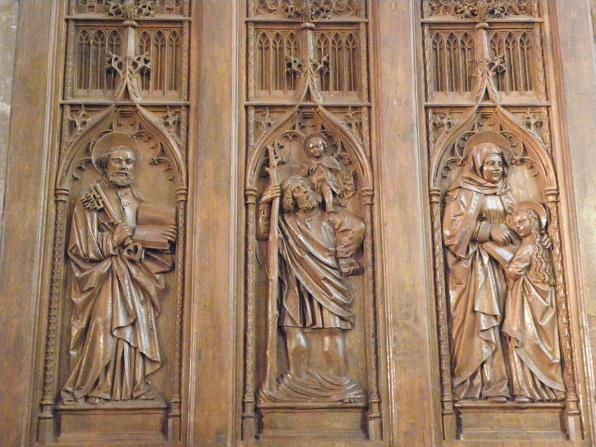
Saint Pierre, saint Christophe et sainte Anne.
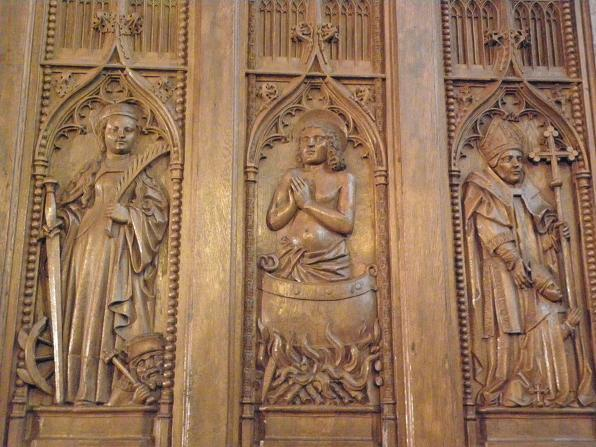
Sainte Catherine, saint Jean l'évangéliste et saint Louis d'Anjou.

### Les grandes-orgues

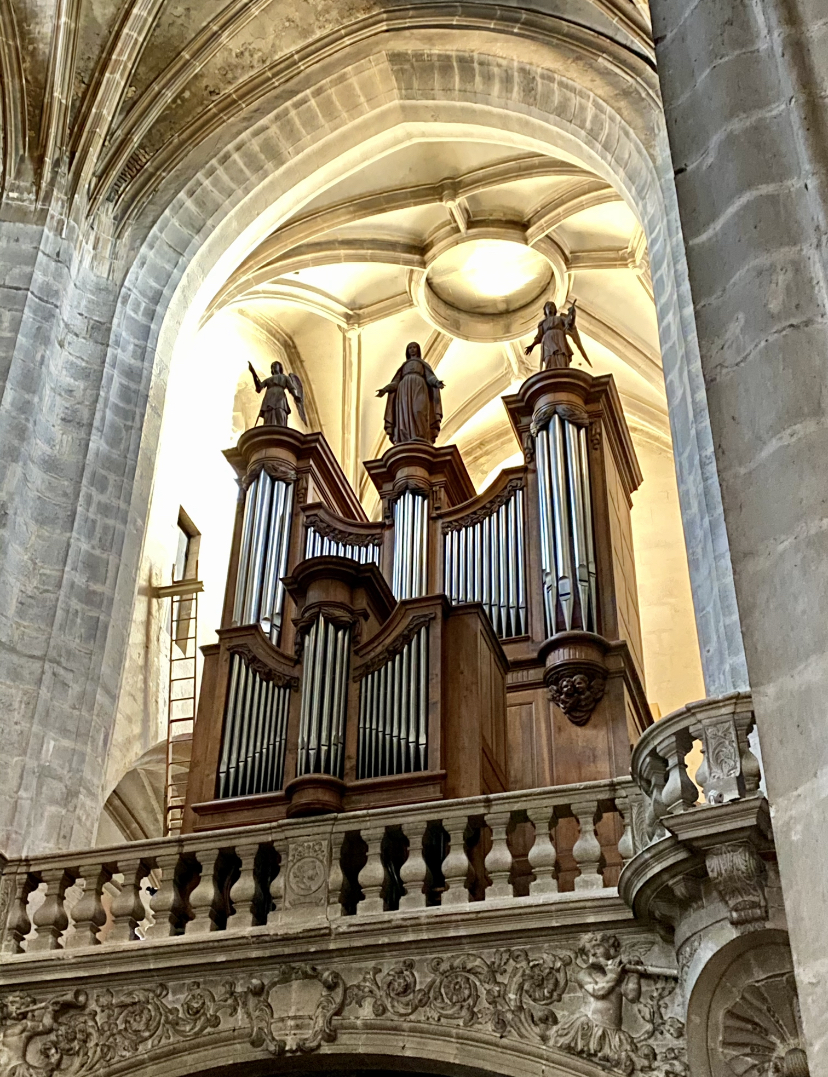
Vue de l'orgue de Notre-Dame-de-l'Annonciation de Bourg-en-Bresse depuis la nef de l'église.

Au XIXe siècle, Claude-Ignace Callinet reconstruisit l'instrument qui se trouvait alors doté de 26 jeux répartis entre deux claviers et un pédalier, ce dernier de 18 notes seulement. Par la suite, l'orgue fut restauré et étoffé en 1861 par la manufacture Beaucourt de Lyon. Cet instrument d'esthétique romantique trouvait place dans un buffet sensiblement agrandi de par l'ajout de deux plates-faces latérales.
La survenue d'un orage violent le 11 juillet 1927 induisit la reconstruction de l'instrument par la maison Michel - Merklin & Kuhn de Lyon, lequel subsista jusqu'en 1976. Les facteurs d'orgues Philippe Hartmann et Jean Deloye rétablirent alors le grand buffet dans l'état laissé par Callinet et un positif dorsal lui fut adjoint. Livré en 1981, l'instrument compte aujourd'hui 42 jeux répartis sur quatre claviers et un pédalier avec tractions mécaniques. Il a été relevé en 2006 par les établissements Jean Deloye. 
Au début du XXe siècle, la paroisse dota le choeur d'un instrument de la maison Merklin, à deux claviers, qui fonctionna jusque dans les années 1980. Il a été démonté par les services municipaux au début des années 2000 et le matériel dispersé.
Composition
| Positif de dos 56 notes |
| Bourdon 8'              |
| Montre 4'               |
| Flûte à cheminée 4'     |
| Nasard 2' 2/3           |
| Doublette 2'            |
| Tierce 1' 3/5           |
| Larigot 1' 1/3          |
| Cromorne 8'             |

| Grand-Orgue 56 notes |
| Montre 8'            |
| Flûte harm. 8'       |
| Prestant 4'          |
| Doublette 2'         |
| Grand cornet V       |
| Fourniture VI        |
| Trompette 8'         |
| Clairon 4'           |

| Bombarde 56 notes |
| Bourdon 16'       |
| Bourdon 8'        |
| Flûte 4'          |
| Quarte 2'         |
| Sifflet 1'        |
| Bombarde 16'      |
| Trompette 8'      |

| Récit expressif 56 notes |
| Flûte conique 8'         |
| Dulciane 8'              |
| Unda Maris 8'            |
| Flûte allemande 4'       |
| Principal 2'             |
| Fourniture IV            |
| Basson 16'               |
| Trompette 8'             |
| Voix humaine 8'          |
| Chalumeau 4'             |

| Pédale 30 notes   |
| Flûte ouverte 32' |
| Flûte 16'         |
| Flûte 8'          |
| Octave 4'         |
| Mixture V         |
| Bombarde 16'      |
| Trompette 8'      |
| Clairon 4'        |

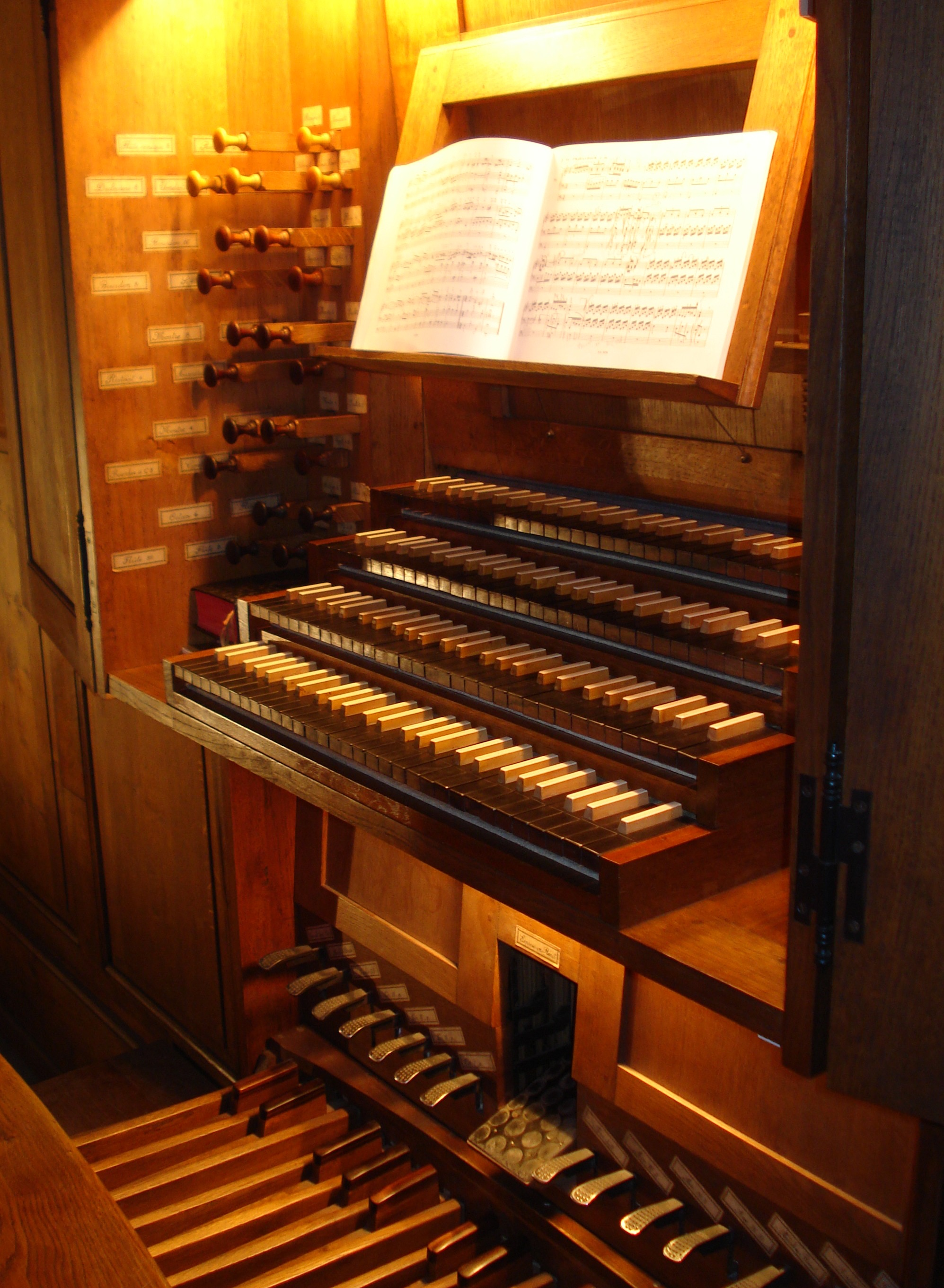
Vue sur la console de l'orgue de Notre-Dame-de-l'Annonciation de Bourg-en-Bresse.

L'orgue de la cocathédrale de Bourg-en-Bresse a pour organiste titulaire Laurent Arcile.

### Autres œuvres d'art
Meubles

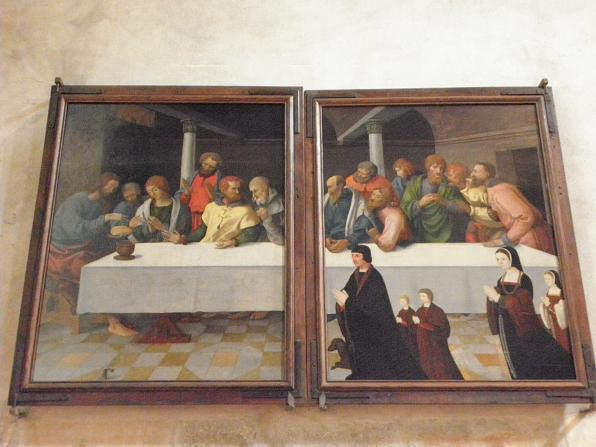
La Cène : volet d'un triptyque de 1623.

- la chaire est sculptée  en 1760 par Jean-Marie Fiot, un artiste dijonnais, auteur par ailleurs de la grande porte de la collégiale. Elle présente les quatre évangélistes sur la cuve et la Pentecôte sur le dossier. L'œuvre a été classée le 22 août 1902[P 21].

Autels
- L'ancien maître-autel du XIXe siècle, est réalisé par l'orfèvre Armand-Calliat, d'après un dessin de l'architecte Pierre-Marie Bossan. il est orné d'émaux bressans par le bijoutier Amédée Fornet, avec des bas-reliefs et des sculptures d'anges en bronze doré du Lyonnais Dufraine[P 22].
- Le grand-autel Louis-XV, est installé dans la collégiale en 1768[P 23].
- Autel du Saint-Suaire[P 24], autel de la Vierge[P 25], autel de sainte Jeanne d'Arc[P 26]; autel de saint Ignace[P 27].

Les tableaux
- Volets extérieurs d'un triptyque daté de 1523 ayant pour thème la passion du Christ : portement de croix et mise au tombeau recto, la cène au verso, laquelle présente la particularité de figurer le Christ en bout de table (la partie centrale, sans doute une crucifixion, a été perdue)[P 28].
- la Lamentation (1786, Anne Bricollet - femme-peintre)[P 29]
- un saint non identifié (XVIIe)[P 30]
- la Tempête apaisée (1859)[P 31]
- Sacré-Coeur vénéré par les anges (1er quart XIXe)[P 32]
- Raphaël et Tobie (XIXe)[P 33]
- Apparition de l'Enfant Jésus à saint Antoine-de-Padoue (XIXe)[P 34]
- 5 tableaux commandés à Jean-Antoine Sicard par la confrérie des pénitents du Confalon de Notre-Dame en 1755 :
  - l'Annonciation 2 (1756)[P 35]
  - la Fuite en Egypte 2 (3e quart XVIIIe)[P 36]
  - la Circoncision (3e quart XVIIIe)[P 37]
  - la Visitation 2 (3e quart XVIIIe)[P 38]
  - la Nativité (3e quart XVIIIe)[P 39]
- la Cène (1756, Jean-Pierre-Antoine Sicard ; tableau différent de la partie du même nom du triptyque précédemment cité)[P 40],[n 2]
- Bethléem (?) (1895, par Glaisé)[P 41]
- l'Assomption de Notre-Dame (~1734)[P 42]
- la Fuite en Égypte (~1734)[P 43]
- l'Assomption de la Vierge (1667)[P 44]
- la Dormition de la Vierge (~1734)[P 45]
- l'Adoration des Mages (~1734)[P 46]
- l'Adoration des bergers (~1734)[P 47]
- la Nativité (~1734)[P 48]
- la Présentation au Temple (~1734)[P 49]
- l'Annonciation (~1734)[P 50]
- la Visitation (XVIIe)[P 51]
- le Mariage de la Vierge (~1734)[P 52]
- Notre-Dame des Anges (XVIIe. Provient de l'ancienne chapelle du cimetière de Notre-Dame)[P 53]

- Le Christ et les douze Apôtres, ensemble de statuettes de 1826 par le sculpteur Jean-François Legendre-Héral destinées à l'église Notre-Dame de l'Annonciation.